# 1,1,2-三氯乙烷
1,1,2-三氯乙烷，结构式CHCl
2CH
2Cl。

## 性质
纯品为无色透明有特殊甜味的易挥发液体。不易燃。不溶于水，可与醇、醚、酯、酮混溶。高毒，对眼、鼻粘膜有刺激作用。

## 制备
先向反应器中投入三氯乙烷，再于20～25°C下通入1:1.2摩尔比的三氯乙烯和氯气进行反应。经水洗、分离，得到成品。
{\displaystyle \ ClCH\!=\!CH_{2}+Cl_{2}\rightarrow Cl_{2}CHCH_{2}Cl}

## 用途
用作油、脂肪、树脂、蜡的溶剂，染料和香料萃取剂，农业杀虫剂、熏蒸剂，以及合成1,1-二氯乙烯和树脂、橡胶等的中间体。